# Bjärred
Bjärred is een plaats in de gemeente Lomma in het landschap Skåne en de provincie Skåne län in Zweden. De plaats heeft 8663 inwoners (2005) en een oppervlakte van 439 hectare.
Bjärred grenst aan een baai van de Sont en ligt ongeveer twintig kilometer ten noorden van Malmö en 10 kilometer ten westen van Lund, de meeste inwoners van Bjärred werken dan ook in deze steden. Iets ten oosten van Bjärred loopt de Europese weg 6/Europese weg 20. De bebouwing in de plaats is vrij afwisselend te noemen en bestaat uit onder andere vrijstaande huizen en rijtjeshuizen.
In de plaats ligt de lange brug (Långa bryggan), dit is eigenlijk een steiger die 500 meter in de Sont uitsteekt. Aan het einde van deze brug ligt een restaurant en een badhuis.
Lomma · Bjärred · Flädie · Fjelie · Alnarp